# Raymond Fenny
Raymond Fenny (n. 5 august 1979) este un portar ghanez care joacă pentru Gloria Buzău. A fost legitimat în Liga I la CS Gaz Metan Mediaș, dar nu a evoluat în niciun meci.